# Emil Naef
Emil Naef (* 23. Dezember 1851 in Aarburg, Kanton Aargau; † 9. Februar 1910 in Aarau) war ein Schweizer Tierarzt, Redaktor, Journalist, Übersetzer und Statistiker.

## Leben und Werk
Naef war der Sohn des Tierarztes Johann Jakob und studierte Tierarzt an der Tierarzneischule in Bern. Anschliessend hielt er sich für längere Zeit in Amerika auf und arbeitete nach seiner Rückkehr auf der Bank in Zofingen, wo er Arnold Künzli kennen lernte. Naef war Mitglied des Verfassungsrates für die sechste aargauische Verfassung von 1885 und leistete namentlich in volkswirtschaftlichen Fragen wertvolle Mitarbeit.
1882 wurde Naef als Sekretär der Direktion des Innern gewählt und setzte sich für das neue eidgenössische «Fabrikgesetz» ein. Später arbeitete Naef als Redaktor für das Zofinger Tagblatt und schrieb regelmässig als Journalist auch für andere Tagesblätter. Auch nahm er in in- und ausländischen Fachschriften zu Wirtschafts- und Versicherungsfragen Stellung.
Naef wurde 1887 zum Kantonsstatistiker gewählt und war ein Mitbegründer der «Lehrer- und Waisenversicherungskasse» sowie der «Beamtenpensionskasse». Zudem hatte er die Aufsicht über die Sparkassen und die Arbeiterinnenschutzgesetzgebung. Da Naef mehrere Sprachen beherrschte sowie gute Kenntnisse im Russischen und Türkischen hatte, war er ein gefragter Übersetzer für die städtische und die kantonale Verwaltung.
Naef erhielt für seine Verdienste 1909 den Ehrendoktor der Universität Bern.